# 土俵岳
土俵岳（どひょうだけ）は、東京都西多摩郡檜原村と山梨県上野原市棡原との境にある標高1005.2mの山である。笹尾根上の山。そばに日原峠がある（登り20分・下り15分）。日原峠から徒歩5分の所に水場（飲用可）がある。

## 登山
- JR武蔵五日市駅より西東京バス「数馬」行きにて「下和田」バス停下車（39分）、徒歩登り2時間・下り1時間25分[2]
- JR上野原駅より富士急バス「飯尾」行きにて「新山王橋」（棡原中学校入口）バス停下車（21分）、徒歩登り2時間5分・下り1時間25分[1]

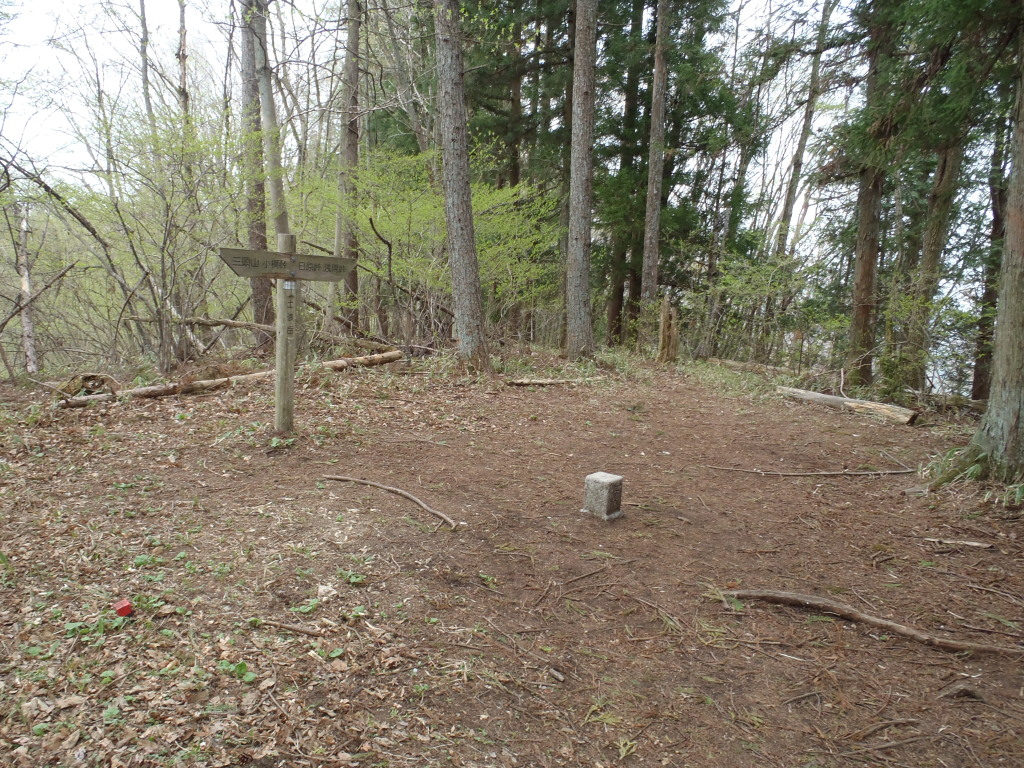
山頂

- 丸山より徒歩1時間[1]
- 浅間峠より徒歩1時間[1]

## 参照
1. 1 2 3 4  山と高原地図 27.高尾・陣馬 2013 昭文社
2. ↑  山と高原地図 23.奥多摩 2013 昭文社